# Mall (trilha sonora)
Mall: Music from the Motion Picture é um álbum de trilha sonora oficial do filme norte-americano de 2014, Mall. As canções deste álbum foram compostas, gravadas e interpretadas por Chester Bennington, Dave Farrell, Joe Hahn e Mike Shinoda, (da banda americana de rock Linkin Park), com Alec Puro (baterista da banda de rock americana Deadsy). Foi lançado pela Warner Bros. e Machine Shop em 12 de dezembro de 2014.

## Antecedentes
A música para o filme foi composta pelo baterista do Deadsy, Alec Puro e pelos membros do Linkin Park: Chester Bennington, Dave "Phoenix" Farrell, Joe Hahn e Mike Shinoda. A trilha sonora de The Seed, a primeira produção de Hahn, contém três canções. Uma delas era "There They Go" de Fort Minor (originalmente de seu álbum de estúdio de estreia, The Rising Tied) tocado durante os créditos, e os outros dois eram sem título e foram tocados durante as cenas de luta. Dizia rumores de que a trilha sonora para este filme teria algumas canções do Linkin Park e algumas delas seriam de seu sexto álbum de estúdio, The Hunting Party, mas isso foi provado ser falso. Esta é a sexta trilha sonora e o segundo score da banda, após a primeira trilha sonora da série Transformers com Transformers: The Album de 2007. A trilha sonora anterior da banda foi para o filme, Transformers: Dark of the Moon com a trilha sonora sendo Transformers: Dark of the Moon, The Album de 2011. O primeiro score para um filme com a banda sendo creditada foi uma colaboração com Steve Jablonsky para o filme de 2009, Transformers: Revenge of the Fallen. A trilha sonora de Mall foi lançada através das gravadoras Warner Bros. e Machine Shop em 12 de dezembro de 2014.
Em uma sessão de tweet-out, Joe respondeu a pergunta sobre o álbum: "O filme está pronto! O álbum está concluído! E estamos colocando isso para os distribuidores e ver quem vai colocá-lo. Então, isso acontecerá em breve". Uma canção chamada "It Goes Through", que Shinoda fornece vocais para o trailer de 2 minutos que foi lançado em 28 de maio de 2014 em promoção de Mall, foi destaque no trailer do filme, que poderia ser o primeiro single da trilha sonora do filme.
Em 16 de setembro de 2014, a canção "The Last Line" (originalmente conhecida como "Ammosick"), sob o nome de "Mall (Theme Song)", foi lançada através do YouTube, juntamente com o download. Isso também foi compartilhado na página oficial do filme.
Em 15 de outubro de 2014, a banda confirmou que a canção "White Noise" aparece durante os créditos iniciais de Mall. Em 17 de outubro de 2014, a canção esteve disponível gratuitamente em formato de download digital em todo o seu comprimento através do site oficial do Mall. A canção foi lançada como um single promocional e como um download gratuito também no site da banda.

## Faixas
Todas as faixas escritas por Joe Hahn e Alec Puro, exceto onde indicado; todas as músicas produzidas por Hahn e Puro, exceto onde indicado.
| MALL (Music from the Motion Picture) |                                               |                                                          |                     |         |  |
| N.º                                  | Título                                        | Compositor(es)                                           | Produtores(s)       | Duração |  |
| 1.                                   | "White Noise"                                 | Chester Bennington, Dave Farrell, Joe Hahn, Mike Shinoda | Shinoda             | 3:05    |  |
| 2.                                   | "Jeff Walks"                                  |                                                          |                     | 1:00    |  |
| 3.                                   | "Mall Blueprint"                              |                                                          |                     | 1:15    |  |
| 4.                                   | "Jeff Makes Observations"                     |                                                          |                     | 2:17    |  |
| 5.                                   | "Mal RX7" (Instrumental)                      | Chester Bennington, Dave Farrell, Joe Hahn, Mike Shinoda | Shinoda             | 1:10    |  |
| 6.                                   | "Barry's Story"                               |                                                          |                     | 0:59    |  |
| 7.                                   | "Changing Room Tease"                         |                                                          |                     | 1:20    |  |
| 8.                                   | "Danny in Police Car - Mal Gears Up"          |                                                          |                     | 1:43    |  |
| 9.                                   | "Mal Gives Barry Second Chance - Mal Unloads" |                                                          |                     | 2:29    |  |
| 10.                                  | "Mall Carnage - Mal Stalked"                  |                                                          |                     | 3:17    |  |
| 11.                                  | "It Goes Through"                             | Chester Bennington, Dave Farrell, Joe Hahn, Mike Shinoda | Shinoda             | 3:15    |  |
| 12.                                  | "Cops Arrive"                                 |                                                          |                     | 1:27    |  |
| 13.                                  | "Danny's Lucky Day"                           |                                                          |                     | 2:28    |  |
| 14.                                  | "Jeff Philosophizes to Donna"                 |                                                          |                     | 1:08    |  |
| 15.                                  | "Jeff and Donna Connect"                      |                                                          |                     | 0:54    |  |
| 16.                                  | "Jeff Trips in the Mirror"                    |                                                          |                     | 0:42    |  |
| 17.                                  | "Adele and Danny in the Backseat"             |                                                          |                     | 2:35    |  |
| 18.                                  | "Mal vs. Helicopter"                          |                                                          |                     | 1:08    |  |
| 19.                                  | "Devil's Drop"                                | Chester Bennington, Dave Farrell, Joe Hahn, Mike Shinoda | Shinoda             | 3:00    |  |
| 20.                                  | "TV Comes to Life - Mal and Jeff"             |                                                          |                     | 4:20    |  |
| 21.                                  | "The Last Line"                               | Chester Bennington, Dave Farrell, Joe Hahn, Mike Shinoda | Rick Rubin, Shinoda | 3:41    |  |
| 22.                                  | "Danny Goes Home"                             |                                                          |                     | 1:41    |  |
| 23.                                  | "Dancer" (Instrumental)                       | Chester Bennington, Dave Farrell, Joe Hahn, Mike Shinoda | Shinoda             | 3:18    |  |
| Duração total:                       | Duração total:                                | Duração total:                                           | Duração total:      | 47:12   |  |

## Créditos
| - Performances de Chester Bennington, Dave Farrell, Joe Hahn, Mike Shinoda e Alec Puro - Álbum produzido por Mike Shinoda, Joe Hahn e Alec Puro - Executivo responsável pela música para Paragon Pictures: Erika Hampson - Supervisor de música: The Collective - Álbum compilado pela MPSE, Irl Sanders - Direção artística e design de Frank Maddocks - Música gravada e mixada por Shie Rozow - Serviços de produção de música: Etan Mates - Supervisor da edição de música: Shie Rozow - Música adicional de Alaina Blair - Preparação musical: Ryan Neil - Empreiteiros de música: Ryan Neil (do The Collective) - Engenharia: Ethan Mates | - Assistentes de engenharia: Jennifer Langdon, Brendan Dekora e Alejandro Baima - Programação de sintetização: Mike Shinoda - Mixagem: Neal Avron - Masterização: Emily Lazar, Brian "Big Bass" Gardner - Assistente de masterização: Rich Morales - Vocais principais: Mike Shinoda - Vocais de apoio: Mike Shinoda - Vocais: Chester Bennington - Guitarra rítmica: Mike Shinoda - Baixo: Dave "Phoenix" Farrell - Bateria: Alec Puro - Turntables: Joe Hahn - Teclados: Mike Shinoda - Amostragem e programação: Joe Hahn e Mike Shinoda |

## Histórico de lançamento
| Região         | Data                   | Formato          | Gravadora                          |
| -------------- | ---------------------- | ---------------- | ---------------------------------- |
| Austrália      | 12 de dezembro de 2014 | Download digital | Warner Bros. Records               |
| Alemanha       | 12 de dezembro de 2014 | Download digital | Warner Bros. Records               |
| Índia          | 12 de dezembro de 2014 | Download digital | Warner Bros. Records               |
| Suíça          | 12 de dezembro de 2014 | Download digital | Warner Bros. Records               |
| Reino Unido    | 12 de dezembro de 2014 | Download digital | Warner Bros. Records               |
| Estados Unidos | 12 de dezembro de 2014 | Download digital | Warner Bros.                       |
| Alemanha       | 15 de dezembro de 2014 | Pacote de DVD    | Warner Bros. Records               |
| Estados Unidos | 15 de dezembro de 2014 | Pacote de DVD    | Warner Bros. Records, Machine Shop |